# Hydrofob
Hydrofob betyder vandskyende, vandafvisende. 
I kemien bruges det som betegnelse for et molekyle eller en del af et molekyle, der er upolært, da upolære molekyler ikke er blandbare med vand. 
Et typisk eksempel på et hydrofobt stof er olie, mens sæbe er et eksempel på et stof med både en hydrofob og en hydrofil ende. Hvis et sådant molekyle opløses i vand, vil de hydrofobe ender fra flere molekyler klumpe sammen, og molekylerne danne miceller, eller de hydrofobe ender vil beklæde overfladen, hvilket forklarer sæbes evne til at danne skum. Hvis der er hydrofobe stoffer i kontakt med opløsningen, kan de opløses inde i micellerne, så hydrofobe stoffer er opløselige i sådan en opløsning, hvilket forklarer sæbes evne til at gøre fedt vandopløseligt.
Hvis Ethanol både er polær og upolær er det både hydrofob og hydrofil. 